# Kęstutis Pūkas

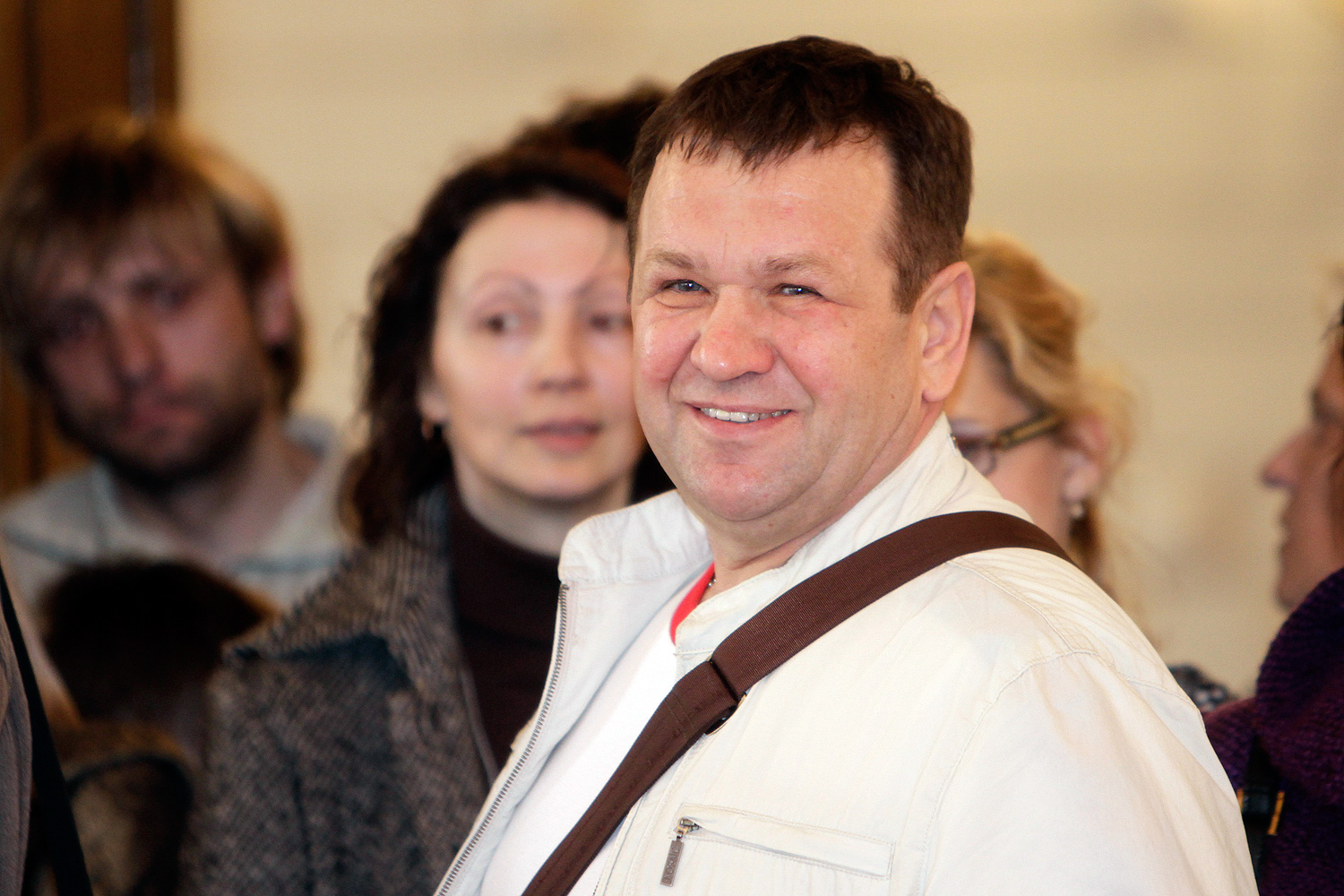
Kęstutis Pūkas

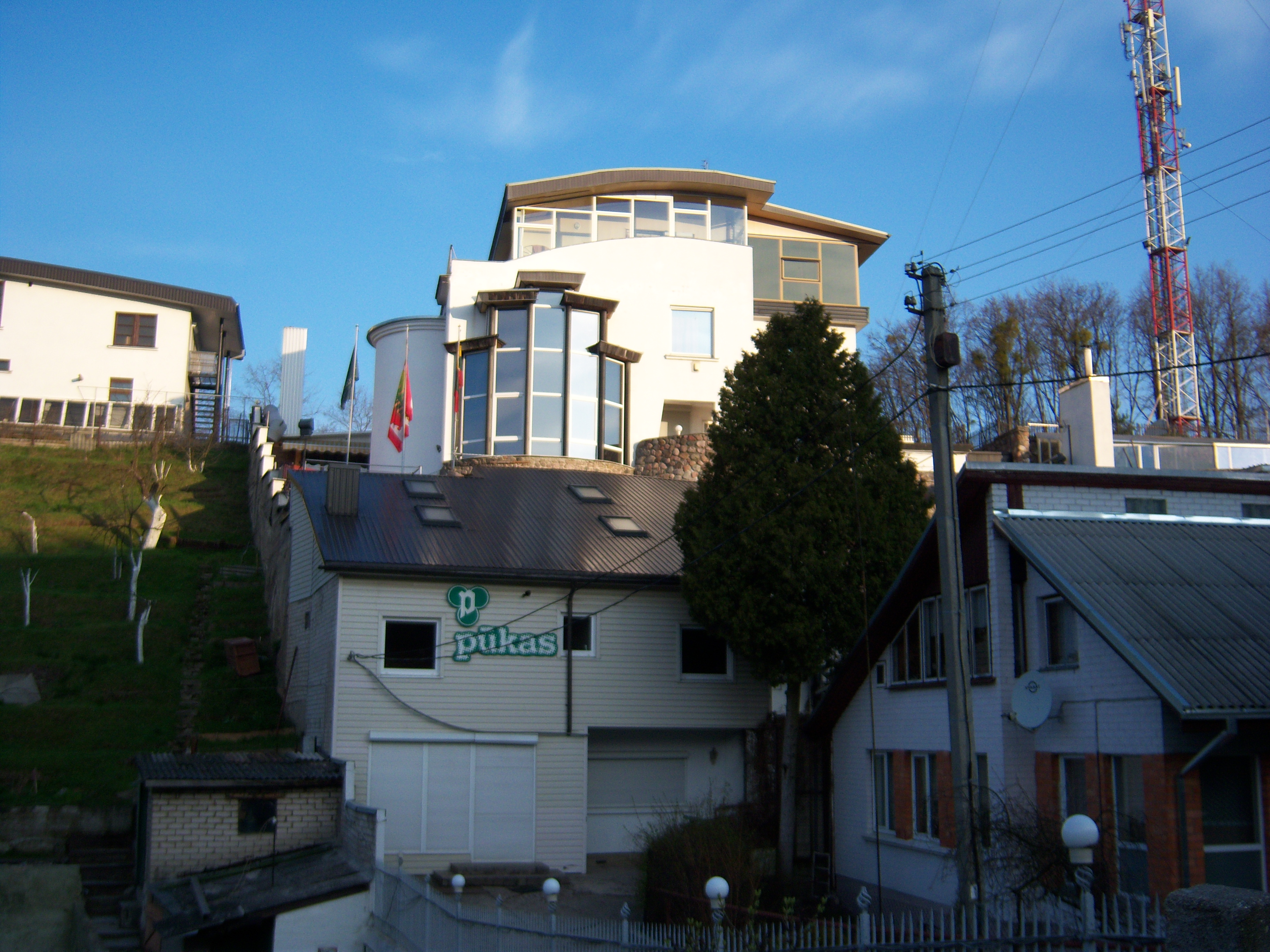
Sitz des Medienunternehmens UAB „Pūkas“ in Šančiai, Kaunas

Kęstutis Pūkas (*  29. November 1952 in der Gemeinde Marijampolė) ist ein litauischer Unternehmer und Politiker.

## Leben
Pūkas absolvierte eine höhere Schule in Sowjetlitauen. Ab 1970 arbeitete er als Metall-Modellierer und 1973 als Lieferer der Bildungsabteilung des Rajons Panemunė in Kaunas. Von 1974 bis 1977 war er Expediteur im Werk Petrašiūnai und ab 1977 Meister im Amt für Gasifikation Kaunas. Von 1980 bis 1982 arbeitete er als Techniker im Forschungssektor am Kauno medicinos institutas. Vom August 1991 bis November 2016 leitete er als Generaldirektor das Medienunternehmen UAB „Pūkas“.

## Business und Medien
Kęstutis Pūkas gründete „Pūkas“, einen Popmusik-Rundfunksender mit Sitz in Kaunas.
1994 errichtete er den Verband Lietuvos muzikos industrijos asociacija und leitete diesen.

## Politik
Pūkas war Gehilfe von Vaidevutė Vincė Margevičienė.
Von 2015 bis 2016 war er Mitglied im Rat der Stadtgemeinde Kaunas und war Vorsitzende der Kommission für Antikorruption. Im Oktober 2016 wurde er zum Seimas-Mitglied als Kandidat von Tvarka ir Teisingumas.
2017 wurde gegen Pūkas das Amtsenthebungsverfahren im Seimas eingeleitet. Der Parlamentsordnung entgegen brachte Pūkas eine Schusswaffe ins Parlamentsgebäude und belästigte möglicherweise Frauen, die sich in der Seimas-Kanzlei bewarben, sexuell. 2018 verzichtete Pūkas auf Seimas-Mitglied-Mandat und verließ am 12. Januar das Parlament. Seine Nachfolgerin ist Ona Valiukevičiūtė.

## Familie
Seine Ehefrau seit 2008 ist Lina Pūkienė (* 1977; geb. Vilimaitė), stellv. Generaldirektorin von UAB „Pūkas“ und Mitglied im Stadtrat Kaunas.
Pūkas ist zum 5. Mal verheiratet und hat 10 Kinder. Seine Frau ist Lina Vilimaitė (* 1977). Seine Kinder sind Rita (* 1972), Lina (* 1979), Ričardas (* 1981), Robertas (* 1987), Rolandas (* 1988), Romanas (* 1999), Kęstutis, Gediminas und Barbora.